# The Mentalist
The Mentalist är en amerikansk deckarserie som hade premiär i USA den 23 september 2008 på CBS. Serien hade premiär i Sverige på TV3 den 17 februari 2009.
The Mentalist kom tillbaka i Sverige för säsong 7 i oktober 2015.

## Handling
Serien kretsar kring protagonisten Patrick Jane. Han är en självständig konsult åt California Bureau of Investigation ( i artikeln förkortad "CBI"). Tillsammans med sin chef Teresa Lisbon och sina kollegor Kimball Cho, Wayne Rigsby och Grace Van Pelt, löser han mordgåtor som den lokala polisen inte klarar av. Scenerna utspelas ofta i deras kontor på CBI:s högkvarter i Sacramento, Kalifornien, men också på diverse brottsplatser samt misstänktas och anhörigas hem. En röd tråd genom alla avsnitt är deras jakt på seriemördaren Red John.

## Karaktärer

### Patrick Jane
Karaktären spelas av den australiensiska Golden Globe Award-nominerade skådespelaren Simon Baker.
Han är en frilans-konsult som arbetar för CBI med mordutredningar.
Patrick Jane är en relativt attraktiv, medelålders, ensamstående man. Han är ständigt klädd i kostym med väst. Han har blont lockigt hår.
Han har en otrolig social kompetens, och är väldigt bra på att tala med alla typer av människor. Han utmålas som en generös, varm och omtänksam person.
Som exempel kan nämnas ett avsnitt där han vinner enorma mängder pengar, men skänker allt till välgörenhet.
Däremot uppvisar han ofta tendenser på att vara kall, känslolös, cynisk och bitter. Han är ofta arrogant och taktlös.
Hos CBI är Jane känd för sin brist på disciplin. Han följer sällan uppsatta förhållningsregler, utan använder ofta väldigt tveksamma, men effektiva, metoder.
Jane har en beaktansvärd talang att lösa kriminalgåtor genom knivskarp iakttagelseförmåga. Han använder sina enorma kunskaper inom cold reading, hypnos och neurolingvistisk programmering för att få som han vill, oavsett om det är relaterat till hans jobb eller inte.
Jane har som nämnts en vana att bryta regler, och att hypnotisera misstänkta är ofta en av de saker han gör som inte uppskattas av hans överordnade.
Jane är bara inhyrd som konsult, och bär därför aldrig tjänstevapen. Han har heller ingen polisbricka, utan visar bara upp ett ID-kort vid förhör och hembesök.
Han hade tidigare en mycket framgångsrik karriär som medium, något han nu erkänner endast var ett skådespel.
I ett tidigt skede i serien får vi veta att Janes fru och dotter mördats av en seriemördare, kallad Red John.
På grund av detta lämnade Jane sin karriär som medium, och anslöt sig istället till CBI i hopp om att få sin hämnd.
Jane har i serien öppet erkänt för sina kollegor att han bara är där för att få döda Red John, även om det tydligt märks att han trivs på enheten.
Han är beredd att offra allt för att fånga Red John, även sitt eget liv.

### Teresa Lisbon
Karaktären spelas av den amerikanska skådespelerskan Robin Tunney (även känd från Prison Break).
Teresa är teamledare på CBI, och därmed Janes chef.
Hon är en ensamstående, mörkhårig kvinna som ser ut att vara i 35-årsåldern, och som har en traumatisk bakgrund.
Hennes mor dog i en bilolycka. Det lämnade henne med ansvaret att ta hand om hennes bröder, och hennes alkoholiserade pappa.
Hon försöker vara så professionell i sitt arbete som möjligt, men ser ofta genom fingrarna med Janes vansinniga påhitt.
Ofta låter hon honom hållas, trots att det kan äventyra hennes karriär. Troligtvis gör hon det tack vare att hon vet att hans metoder oftast lönar sig.
Hon går ofta mot enhetschefens förordningar, men lyckas alltid prata sig ur det på något vis.
Lisbon utmålas som en mycket sympatisk och medlidsam person.
Hon är en orädd person som ofta deltagit i väpnade konflikter. Hon bär oftast tjänstevapen.
Det finns en viss underton av en romantisk dragning mellan Jane och Lisbon, men ingenting som bekräftats på något vis.
Lisbon är den person som Jane verkligen litar på och bryr sig om. Allt detta tycks vara relativt besvarat.

### Wayne Rigsby
Karaktären spelas av den walesiska skådespelaren Owain Yeoman.
Han är en agent vid CBI, under Teresa Lisbons ledning. Han är i 30-årsåldern och ensamstående. Han är lång, mörkhårig och vältränad.
Agent Rigsby är en lite barnslig karaktär, men har ändå egenskaper som gör honom till en god agent.
Han försöker följa regler, men har svårt att motstå Jane och hans listiga övertalningsförmåga.
Rigsby är expert på bränder, och tillför på så vis mycket kunskap till enheten när det gäller mordbrand.
Tidigt i serien får vi veta att agent Rigsby har romantiska känslor för agent Van Pelt. Något som tycks vara besvarat.
Det dröjer lång tid innan han uttrycker sina känslor, och de båda inleder en relation. Han slits länge mellan sin längtan efter henne, och sin vilja att följa reglerna och inte förlora sitt jobb. Att ha en romantisk relation med en kollega skulle nämligen kräva den ene eller den andres avgång.

### Grace Van Pelt
Karaktären spelas av den amerikanska skådespelerskan Amanda Righetti (även känd från OC).
Hon är en agent vid CBI, under Teresa Lisbons ledning. Hon är i åldern 25-30 och ensamstående. Van Pelt är den senast anställda i teamet. Hon är ny på jobbet och får inte göra allt det som de andra får, vilket är något som stör henne.
Hon vill mer än gärna förhöra och arrestera misstänkta. Hon är väldigt professionell och arbetar hårt, ofta övertid.
Eftersom hon är ny på jobbet, och Lisbon inte gärna har med henne där det kan finnas konflikter, gör Van Pelt oftast research åt teamet.
Hon är en andlig person som troligtvis är religiös, och har svårt för Janes moraliskt inkorrekta metoder.
Hon var förlovad med en FBI-agent som visade sig vara en av Red Johns medhjälpare. När hon fick veta det, dödade hon honom.
Agent Van Pelt utvecklar i serien en romantisk relation med Agent Rigsby, trots att detta är mot reglerna.
När deras relation avslöjas gör hon slut med Rigsby, för att skydda deras karriär. Rigsby och Van Pelts förhållanden ändras ständigt och det blir en del missuppfattningar med mera, men Rigsby har alltid haft känslor för Van Pelt och de två har ändå alltid hört ihop.

### Kimball Cho
Karaktären spelas av den amerikanska skådespelaren Tim Kang.
Han är en agent vid CBI, under Teresa Lisbons ledning. Han är i åldern 30-35, och ensamstående. Han är av asiatiskt ursprung, och mycket muskulös.
Cho hade en brokig barndom, med gängbråk som slutade med ungdomsvård. Han är intelligent, och ser ofta igenom Janes små busstreck.
Han utmålas som en relativt känslokall person. Han är något av ett stenansikte, men har ett stort sinne för humor. Cho är god vän med Rigsby.
Cho uppskattas av teamet för hans goda egenskaper i förhörsrummet. Han är snabbtänkt och rapp i munnen. Han använder ofta sarkasm i sina förhör.
Trots att Cho ofta framstår som kall och känslomässigt bortkopplad, märks det att han är mer närvarande än man tror.
Han var snabb med att upptäcka romansen mellan Van Pelt och Rigsby, och försöker ofta mana på Rigsby att faktiskt ta ett steg i rätt riktning.
Han har också lätt för att tala med ungdomar. Kanske på grund av sin bakgrund.
Cho är professionell i sitt arbete och vill följa reglerna. Han är dock lätt övertalad, och kan därför ofta bryta reglerna för Janes skull.
Vid ett tillfälle går han strikt mot förordningar för att försöka rentvå Lisbon från misstankar.

## Red John
Red John är seriens antagonist. Han är en seriemördare som tros ha mördat uppåt 30 personer, däribland Patrick Janes hustru och dotter. Det sistnämnda gjorde han fem år innan det första avsnittet utspelades. Han brukar alltid markera sina dåd genom att måla ett leende ansikte med offrets blod på väggen. Han har många copycats, men också många medhjälpare.
Red John är en uppenbar psykopat som älskar att reta och håna Jane. Han arrangerar ständigt en massiv katt och råtta-lek, men tycks ändå inte vilja se Jane död, utan föredrar istället att plåga honom på alla sätt och vis.
Vid ett tillfälle räddar han till och med Janes liv, när en copycat hotar döda honom.
Ingen av agenterna, eller Jane har någonsin sett Red John. Ej heller har han någonsin varit med i bild, med undantag för en scen där han var helt maskerad (bortsett, förstås, ifall någon av de mindre viktiga karaktärer som redan varit med i serien faktiskt skulle visa sig vara Red John).

## Rollista
| Rollfigur           | Skådespelare        |
| ------------------- | ------------------- |
| Patrick Jane        | Simon Baker         |
| Teresa Lisbon       | Robin Tunney        |
| Kimball Cho         | Tim Kang            |
| Wayne Rigsby        | Owain Yeoman        |
| Grace Van Pelt      | Amanda Righetti     |
| Virgil Minelli      | Gregory Itzin       |
| Madeleine Hightower | Aunjanue Ellis      |
| J.J. LaRoche        | Pruitt Taylor Vince |
| Gale Bertram        | Michael Gaston      |
| Brenda Shettrick    | Rebecca Wisocky     |
| Osvaldo Ardiles     | David Norona        |
| Kristina Frye       | Leslie Hope         |
| Sam Bosco           | Terry Kinney        |
| Craig O'Laughlin    | Eric Winter         |
| Timothy Carter      | Bradley Whitford    |

## Produktionsteam
- Chris Long
- David Nutter
- Bruno Heller
- Ashley Gable
- Gary Glasberg
- Charles Goldstein
- Andi Bushell
- Eoghan Mahony
- Leanne Moore